# Y (album)
Y je první studiové album anglické skupiny The Pop Group. Vydáno bylo 20. dubna roku 1979 společností Radar Records. Jde o jediné album kapely, na němž hrál baskytarista Simon Underwood. Album bylo nahráno ve studiu Ridge Farm Studios v anglickém hrabství Surrey. Desku produkoval Dennis Bovell, jenž s kapelou znovu spolupracoval na jejím čtvrtém albu Honeymoon on Mars z roku 2016. Původně měl album Y produkoval velšský hudebník John Cale, avšak nakonec ze spolupráce sešlo. Baskytarista Simon Underwood v době vydání alba řekl: „Setkali jsme se s ním [s Johnem Calem] a už ho nikdy nechtěli znovu vidět. Totální požitkářský prase.“ Bubeník Bruce Smith později uvedl, že Cale po příchodu na místo schůzky (Bristol) kvůli pásmové nemoci během konverzace se skupinou usnul.

## Seznam skladeb
1. „Thief of Fire“ – 4:35
2. „Snowgirl“ – 3:20
3. „Blood Money“ – 2:56
4. „Savage Sea“ – 3:01
5. „We Are Time“ – 6:29
6. „Words Disobey Me“ – 3:25
7. „Don't Call Me Pain“ – 5:34
8. „The Boys From Brazil“ – 4:15
9. „Don't Sell Your Dreams“ – 6:37

## Obsazení
The Pop Group
- Mark Stewart – zpěv
- Gareth Sager – kytara, saxofon, klavír
- John Waddington – kytara
- Simon Underwood – baskytara
- Bruce Smith – bicí, perkuse

Ostatní
- Disc O'Dell – umělecký vedoucí
- Dennis Bovell – producent
- Mike Dunne – zvukový inženýr
- Brian Gaylor – asistent zvukového inženýra
- Eddy Gorecki – mastering
- The Pop Group – producenti